# Thyene coronata
Thyene coronata är en spindelart som beskrevs av Simon 1902. Thyene coronata ingår i släktet Thyene och familjen hoppspindlar. Inga underarter finns listade i Catalogue of Life.